# Calephelis sinaloensis
Calephelis sinaloensis is een vlindersoort uit de familie van de prachtvlinders (Riodinidae), onderfamilie Riodininae.
Calephelis sinaloensis werd in 1971 beschreven door McAlpine.